# マルカシェンク
マルカシェンク（Maruka Shenck）は日本の競走馬、種牡馬。主な勝ち鞍は2005年のデイリー杯2歳ステークス、2008年の関屋記念。サンデーサイレンス最後の世代の産駒。
馬名の由来は、冠名＋母名より。

## 経歴

### 2005年
2005年9月、阪神芝2000mの新馬戦でデビューした。単勝1.1倍の圧倒的な1番人気に支持され、後の朝日杯フューチュリティステークス優勝馬フサイチリシャールなどを破り、2着に3馬身の差をつけての勝利となった。次走は重賞のデイリー杯2歳ステークスに出走し、ここも2馬身差で勝って重賞初挑戦で初勝利をマークした。3走目は京都2歳ステークスに出走する。前走重賞レースを勝っていたため、2歳馬としては厳しい57キロの斤量を背負うことになった。レースでは後の皐月賞2着馬ドリームパスポート以下に勝利して無傷の3連勝を達成。この頃はサンデーサイレンス産駒のラストクロップという事もあり「サンデーサイレンス最後の大物」と期待されていた。しかしその後ラジオたんぱ杯2歳ステークスを目指して調整中に、右前脚を骨折。全治3ヶ月と診断され、休養を余儀なくされた。

### 2006年
2006年、3歳になっての復帰初戦は、京都新聞杯に出走した。レースでは1000m通過が1分2秒8というスローペースとなる。後方2番手から進んだ本馬は、出走メンバー最速の上がり3ハロン33.0秒を記録した。しかし前で粘る馬を捕らえられずに5着に敗れ、初の敗戦を喫した。一度叩いての次走は、東京優駿に出走した。最後の直線で内に囲まれながら、良い脚を使って上位に進出した。しかし先行した同厩舎のメイショウサムソン、逃げたアドマイヤメインらを捕らえきれず、4着に敗れた。さらに宝塚記念を目標にした矢先に、右中間手根骨骨折を発症する。軽度の骨折であったので、秋を目標に再び休養に入った。
10月8日の毎日王冠で復帰した。騎手が柴田善臣に乗り換わり、初の古馬相手に4着と健闘した。次走は天皇賞・秋か菊花賞かどちらに出走するかが注目された。協議の結果、天皇賞は除外の可能性が高かったこともあって、菊花賞に挑戦する。中1週の厳しいローテーションと、3000mという距離が影響したか、4番人気で7着に敗れた。自身初の着外敗戦であった。続くマイルチャンピオンシップでも、1600mへの距離短縮で4番人気と支持を集めた。レースでは後方から進んだが、直線で伸びず12着に敗れた。
さらに秋のローテーションの厳しさが懸念される中で、中2週で鳴尾記念に出走した。改修直後の阪神競馬場における先行有利の馬場を生かして、スタートから逃げる展開となった。最後はサクラメガワンダーに交わされるも、2着に粘って久しぶりの連対を記録している。

### 2007年
2007年の初戦は京都金杯となった。後方に待機して直線を迎え、メンバー最速の上がり3ハロン34.1のタイムを記録する。しかし逃げたマイネルスケルツィらも止まらず、4着に敗れた。続く小倉大賞典では1番人気に推されるも7着と敗退する。中山記念でも7着に敗れた。レース後に瀬戸口勉調教師の定年により河内洋厩舎へ転厩となった。転厩後に腸捻転を発症し、容態が懸念される。幸い手術は無事に成功し、長期休養に入った。そして12月12日に帰厩した。

### 2008年
2008年、復帰後初出走で転厩後の初戦ともなるレースには、ニューイヤーステークス (OP) が選ばれた。スタート直後から果敢にハナに立つとそのまま押し切り、約2年ぶりの勝利を挙げた。その後小倉大賞典では、2年続けて1番人気に支持された。先行から抜け出しをはかるものの、最後にアサカディフィートに大外から交わされ2着となる。続く中山記念では4着と、好走を続けている。ダービー卿チャレンジトロフィーでは再び1番人気となったが、スタートでダッシュがつかず8着だった。
4ヶ月の休養を経て、関屋記念に出走する。手薄なメンバーだったこともあって、休み明けにもかかわらず、単勝2.1倍の1番人気に支持された。レースでは人気に応え、自身最速の上がり32.3の末脚で快勝した。2005年のデイリー杯以来、2年10ヶ月ぶりの重賞制覇となった。また河内洋の開業以来初の重賞勝利ともなっている。夏場は1戦のみで休養に入り、秋の大舞台に備えることになった。
復帰初戦の富士ステークスでは2番人気に推されるが、0.9差の13着と敗北を喫した。本番のマイルチャンピオンシップでは11番人気と人気を落として迎えることになった。レースでは最後方から駒を進め、ブルーメンブラットらと並ぶ上がり33.9の差し脚を見せ、6着に入っている。

### 2009年
2009年はまず2年ぶりに京都金杯へ出走、3番人気に推されたがタマモサポートの2着に敗れた。続く東京新聞杯はスタートで大きく出遅れたこともあり、いいところなく11着に敗れた。その後、半年の休養を挟み、連覇がかかった関屋記念に出走したが、スタートでの出遅れが響いて16着と大敗した。続く新潟記念では後方からレースを進めたが、伸びきれず9着に敗れた。続く朝日チャレンジカップでは終始後方のまま14着と大敗した。続く富士ステークスではザレマとの兄妹対決となった。レースでは後方から鋭く追い込んで、アブソリュートの2着と好走した。しかし、本番のマイルチャンピオンシップでは18着と殿負けに終わった。続く鳴尾記念でも14着と2戦続けての殿負けとなった。

### 2010年
2010年はマイラーズカップから始動、後方から徐々に差を詰めるものの伸び切れず10着に終わった。本番の安田記念ではスタートで出遅れてしまい、見せ場なく17着と大敗した。その後、米子ステークスでは後方から追い上げるも5着に敗れた。3年連続出走となった関屋記念では出遅れて終始後方のまま12着と惨敗した。新潟記念では後方から追い上げるも8着、富士ステークスでは見せ場なく10着、初のダート戦となった武蔵野ステークスでは後方から追い込んでくるも5着、ジャパンカップダートでは10着に敗れた。その後12月18日付で競走馬登録を抹消。当初はフランスにて種牡馬になる予定であったが、サンデーサイレンス直仔の良血馬であることから、生産者の要望に応える形でブリーダーズ・スタリオン・ステーションで種牡馬入りすることになった。

### 種牡馬入り後
2011年から2015年までブリーダーズ・スタリオン・ステーションで過ごした。2015年11月に社台ブルーグラスファームへ移動、2017年7月に用途変更となり種牡馬を引退した。種牡馬としては重賞の勝ち馬を出すことは出来なかった。 

## 競走成績
| 年月日 | 年月日 | 年月日 | 競馬場 | 競走名         | 格     | 頭数 | オッズ （人気） | 着順 | 騎手       | 斤量 | 距離（馬場）  | タイム （上り3F） | 時計 差 | 勝ち馬/（2着馬）       |
| 2005   | 9.     | 11     | 阪神   | 2歳新馬        |        | 9    | 1.1（1人）      | 1着  | 福永祐一   | 54   | 芝2000m（良） | 2:04.1 (34.3)     | -0.5    | （メイショウジーゲン） |
|        | 10.    | 15     | 京都   | デイリー杯2歳S | GII    | 11   | 1.6（1人）      | 1着  | 福永祐一   | 55   | 芝1600m（稍） | 1:37.2 (34.2)     | -0.3    | （ダイアモンドヘッド） |
|        | 11.    | 26     | 京都   | 京都2歳S       | OP     | 6    | 1.1（1人）      | 1着  | 福永祐一   | 57   | 芝2000m（良） | 2:01.4 (34.6)     | -0.1    | （ドリームパスポート） |
| 2006   | 5.     | 6      | 京都   | 京都新聞杯     | GII    | 10   | 2.0（1人）      | 5着  | 福永祐一   | 56   | 芝2200m（良） | 2:15.0 (33.0)     | 0.2     | （トーホウアラン）     |
|        | 5.     | 28     | 東京   | 東京優駿       | GI     | 18   | 7.6（5人）      | 4着  | 福永祐一   | 57   | 芝2400m（稍） | 2:28.3 (35.1)     | 0.4     | メイショウサムソン     |
|        | 10.    | 8      | 東京   | 毎日王冠       | GII    | 16   | 13.4（6人）     | 4着  | 柴田善臣   | 55   | 芝1800m（良） | 1:45.7 (34.1)     | 0.2     | ダイワメジャー         |
|        | 10.    | 22     | 京都   | 菊花賞         | GI     | 18   | 8.1（4人）      | 7着  | 福永祐一   | 57   | 芝3000m（良） | 3:03.8 (34.9)     | 1.1     | ソングオブウインド     |
|        | 11.    | 19     | 京都   | マイルCS       | GI     | 18   | 10.9（4人）     | 12着 | 福永祐一   | 56   | 芝1600m（良） | 1:33.8 (35.2)     | 1.1     | ダイワメジャー         |
|        | 12.    | 9      | 阪神   | 鳴尾記念       | GIII   | 17   | 5.4（2人）      | 2着  | 吉田稔     | 55   | 芝1800m（良） | 1:47.0 (33.7)     | 0.1     | サクラメガワンダー     |
| 2007   | 1.     | 6      | 京都   | 京都金杯       | GIII   | 16   | 7.3（4人）      | 4着  | 赤木高太郎 | 56   | 芝1600m（稍） | 1:34.2 (34.1)     | 0.3     | マイネルスケルツィ     |
|        | 2.     | 3      | 小倉   | 小倉大賞典     | JpnIII | 16   | 2.8（1人）      | 7着  | 福永祐一   | 56   | 芝1800m（良） | 1:47.4 (35.9)     | 0.6     | アサカディフィート     |
|        | 2.     | 25     | 中山   | 中山記念       | GII    | 16   | 6.8（4人）      | 7着  | 福永祐一   | 56   | 芝1800m（良） | 1:47.8 (35.9)     | 0.6     | ローエングリン         |
| 2008   | 1.     | 19     | 中山   | ニューイヤーS  | OP     | 16   | 3.2（1人）      | 1着  | 福永祐一   | 55   | 芝1600m（良） | 1:33.4 (35.3)     | -0.1    | （マヤノライジン）     |
|        | 2.     | 9      | 小倉   | 小倉大賞典     | JpnIII | 16   | 2.7（1人）      | 2着  | 福永祐一   | 57   | 芝1800m（良） | 1:47.9 (35.9)     | 0.2     | アサカディフィート     |
|        | 3.     | 2      | 中山   | 中山記念       | GII    | 16   | 6.4（4人）      | 4着  | 北村宏司   | 57   | 芝1800m（良） | 1:47.8 (34.2)     | 0.5     | カンパニー             |
|        | 4.     | 6      | 中山   | ダービー卿CT   | GIII   | 16   | 4.4（1人）      | 8着  | 福永祐一   | 57   | 芝1600m（良） | 1:34.7 (33.6)     | 0.5     | サイレントプライド     |
|        | 8.     | 10     | 新潟   | 関屋記念       | GIII   | 12   | 2.1（1人）      | 1着  | 福永祐一   | 56   | 芝1600m（良） | 1:32.8 (32.3)     | -0.2    | （リザーブカード）     |
|        | 10.    | 25     | 東京   | 富士S          | GIII   | 18   | 3.6（2人）      | 13着 | 福永祐一   | 57   | 芝1600m（良） | 1:33.6 (34.8)     | 0.9     | サイレントプライド     |
|        | 11.    | 23     | 京都   | マイルCS       | GI     | 18   | 29.9（11人）    | 6着  | 福永祐一   | 57   | 芝1600m（良） | 1:33.0 (33.9)     | 0.4     | ブルーメンブラット     |
| 2009   | 1.     | 5      | 京都   | 京都金杯       | GIII   | 16   | 6.6（3人）      | 2着  | 福永祐一   | 57.5 | 芝1600m（良） | 1:33.2 (34.1)     | 0.3     | タマモサポート         |
|        | 1.     | 31     | 東京   | 東京新聞杯     | GIII   | 16   | 8.8（4人）      | 11着 | 福永祐一   | 57   | 芝1600m（不） | 1:38.6 (38.0)     | 1.7     | アブソリュート         |
|        | 8.     | 9      | 新潟   | 関屋記念       | GIII   | 18   | 7.7（3人）      | 16着 | 松岡正海   | 57   | 芝1600m（稍） | 1:34.1 (34.0)     | 1.4     | スマイルジャック       |
|        | 8.     | 30     | 新潟   | 新潟記念       | GIII   | 18   | 18.2（10人）    | 9着  | 柴山雄一   | 57.5 | 芝2000m（良） | 1:59.8 (32.9)     | 0.2     | ホッコーパドゥシャ     |
|        | 9.     | 12     | 阪神   | 朝日CC         | GIII   | 16   | 18.4（8人）     | 14着 | 柴山雄一   | 57   | 芝2000m（稍） | 2:01.0 (34.5)     | 1.0     | キャプテントゥーレ     |
|        | 10.    | 24     | 東京   | 富士S          | GIII   | 18   | 33.4（11人）    | 2着  | 柴山雄一   | 56   | 芝1600m（良） | 1:33.0 (33.7)     | 0.0     | アブソリュート         |
|        | 11.    | 22     | 京都   | マイルCS       | GI     | 18   | 22.4（8人）     | 18着 | 柴山雄一   | 57   | 芝1600m（良） | 1:34.7 (34.1)     | 1.5     | カンパニー             |
|        | 12.    | 5      | 阪神   | 鳴尾記念       | GIII   | 14   | 47.0（10人）    | 14着 | 柴山雄一   | 58   | 芝1800m（良） | 1:48.3 (34.2)     | 1.8     | アクシオン             |
| 2010   | 4.     | 17     | 阪神   | マイラーズC    | GII    | 18   | 106.8（14人）   | 10着 | 北村友一   | 57   | 芝1600m（良） | 1:33.7 (34.5)     | 0.8     | リーチザクラウン       |
|        | 6.     | 6      | 東京   | 安田記念       | GI     | 18   | 69.2（16人）    | 17着 | 柴山雄一   | 58   | 芝1600m（良） | 1:33.3 (35.5)     | 1.6     | ショウワモダン         |
|        | 7.     | 4      | 阪神   | 米子S          | OP     | 18   | 24.1（11人）    | 5着  | 北村友一   | 57   | 芝1600m（良） | 1:34.2 (35.2)     | 0.4     | タマモナイスプレイ     |
|        | 8.     | 8      | 新潟   | 関屋記念       | GIII   | 18   | 23.1（9人）     | 12着 | 吉田豊     | 58   | 芝1600m（良） | 1:33.5 (32.2)     | 0.6     | レッツゴーキリシマ     |
|        | 8.     | 29     | 新潟   | 新潟記念       | GIII   | 17   | 52.6（15人）    | 8着  | 蛯名正義   | 57   | 芝2000m（良） | 1:58.6 (33.3)     | 0.2     | ナリタクリスタル       |
|        | 10.    | 23     | 東京   | 富士S          | GIII   | 17   | 64.0（11人）    | 10着 | 吉田隼人   | 56   | 芝1600m（良） | 1:33.5 (34.2)     | 0.7     | ダノンヨーヨー         |
|        | 11.    | 14     | 東京   | 武蔵野S        | GIII   | 16   | 71.6（14人）    | 5着  | 吉田隼人   | 56   | ダ1600m（良） | 1:37.1 (35.2)     | 0.5     | グロリアスノア         |
|        | 12.    | 5      | 阪神   | JCダート       | GI     | 16   | 40.9（12人）    | 10着 | 吉田隼人   | 57   | ダ1800m（稍） | 1:50.8 (37.5)     | 1.9     | トランセンド           |

## 血統表
| マルカシェンクの血統                              | マルカシェンクの血統               | マルカシェンクの血統               | （血統表の出典）                   | （血統表の出典） |
| 父系                                              | ヘイロー系（サンデーサイレンス系） | ヘイロー系（サンデーサイレンス系） | ヘイロー系（サンデーサイレンス系） | [ § 2 ]          |
| 父 *サンデーサイレンス Sunday Silence 1986 青鹿毛 | 父の父Halo 1969 黒鹿毛             | Hail to Reason                     | Turn-to                            | Turn-to          |
| 父 *サンデーサイレンス Sunday Silence 1986 青鹿毛 | 父の父Halo 1969 黒鹿毛             | Hail to Reason                     | Nothirdchance                      |                  |
| 父 *サンデーサイレンス Sunday Silence 1986 青鹿毛 | 父の父Halo 1969 黒鹿毛             | Cosmah                             | Cosmic Bomb                        | Cosmic Bomb      |
| 父 *サンデーサイレンス Sunday Silence 1986 青鹿毛 | 父の父Halo 1969 黒鹿毛             | Cosmah                             | Almahmoud                          |                  |
| 父 *サンデーサイレンス Sunday Silence 1986 青鹿毛 | 父の母Wishing Well 1975 鹿毛       | Understanding                      | Promised Land                      | Promised Land    |
| 父 *サンデーサイレンス Sunday Silence 1986 青鹿毛 | 父の母Wishing Well 1975 鹿毛       | Understanding                      | Pretty Ways                        |                  |
| 父 *サンデーサイレンス Sunday Silence 1986 青鹿毛 | 父の母Wishing Well 1975 鹿毛       | Mountain Flower                    | Montparnasse                       | Montparnasse     |
| 父 *サンデーサイレンス Sunday Silence 1986 青鹿毛 | 父の母Wishing Well 1975 鹿毛       | Mountain Flower                    | Edelweiss                          |                  |
| 母 *シェンク Shenck 1996 鹿毛                     | 母の父Zafonic 1990                 | Gone West                          | Mr. Prospector                     | Mr. Prospector   |
| 母 *シェンク Shenck 1996 鹿毛                     | 母の父Zafonic 1990                 | Gone West                          | Secrettame                         |                  |
| 母 *シェンク Shenck 1996 鹿毛                     | 母の父Zafonic 1990                 | Zaizafon                           | The Minstrel                       | The Minstrel     |
| 母 *シェンク Shenck 1996 鹿毛                     | 母の父Zafonic 1990                 | Zaizafon                           | Mofida                             |                  |
| 母 *シェンク Shenck 1996 鹿毛                     | 母の母Buckwig 1984                 | Buckfinder                         | Buckpasser                         | Buckpasser       |
| 母 *シェンク Shenck 1996 鹿毛                     | 母の母Buckwig 1984                 | Buckfinder                         | Shenanigans                        |                  |
| 母 *シェンク Shenck 1996 鹿毛                     | 母の母Buckwig 1984                 | Dickie Ludwig                      | T.V.Commercial                     | T.V.Commercial   |
| 母 *シェンク Shenck 1996 鹿毛                     | 母の母Buckwig 1984                 | Dickie Ludwig                      | Coppahaunk                         |                  |
| 母系(F-No.)                                       | 4号族(FN:4-m)                      | 4号族(FN:4-m)                      | 4号族(FN:4-m)                      | [ § 3 ]          |
| 5代内の近親交配                                   | 5代内アウトクロス                  | 5代内アウトクロス                  | 5代内アウトクロス                  | [ § 4 ]          |
| 出典                                              | 1. 2. 3. 4.                        | 1. 2. 3. 4.                        | 1. 2. 3. 4.                        | 1. 2. 3. 4.      |

- 母シェンクは1999年のイタリア1000ギニーを勝利している。
- 半妹に2009年の京成杯オータムハンデキャップを制したザレマ（父・ダンスインザダーク）、半弟に2016年の中京記念を制したガリバルディ（父・ディープインパクト）がいる。